# Векшинский, Александр Николаевич
Александр Николаевич Векшинский (1859—1908) — архитектор, профессор, действительный член Академии художеств, городской архитектор Пскова.

## Биография
Родился в городе Порхове в семье мирового судьи. Закончил Псковское реальное училище. Судя по классным журналам, здесь он учился в основном на тройки, имел и двойки, оставался на второй год. Но всегда имел высокие оценки по рисованию. Отец Векшинского скончался в 1875 году. Не надеясь на успешное окончание сыном выпускного 6-го класса, мать получила свидетельство от 25 мая 1878 года о его выбытии из реального училища. И Александр сразу, 2 июня, подал прошение о поступлении в Академию художеств. Его приняли на архитектурное отделение Высшего художественного училища при Академии. Учёба в нём и в основных классах Академии растянулась на долгие восемь лет и шла успешно. Чтобы не обременять семью, он подрабатывал, зарисовывая для популярного журнала «Нива» интересные постройки в разных местах страны.
Закончил архитектурное отделение Императорской Санкт-Петербургской академии художеств с большой золотой медалью (1886). Это давало право молодому архитектору на четырехлетнее обучение за границей за счет средств Академии. Семейные обстоятельства заставили его отложить продолжение обучения. Вместо поездки, Векшинский подаёт прошение в Псковскую городскую думу с просьбой о назначении его на должность городского архитектора и в том же в 1886 году занимает её. Обязанности и полномочия городского архитектора были широкими. Он нес ответственность за формирование облика города, занимался проектированием и строительством, реставрацией и ремонтом вплоть до и мощения булыжником улиц и прокладки подземных коммуникаций. Векшинский составлял сметы и следил за хозяйственной деятельностью при строительстве.
Первой работой нового городского архитектора стала реконструкция здания средневекового кожевенного завода и приспособления его для кухни и пекарни третьего резервного батальона, расквартированного в Пскове. Векшинский укрепил и благоустроил берег возле Гремячьей башни. В 1887 году под его руководством были проведены ремонтные работы в Псковском Кремле: арки в крепостной стене между нижними решётками и Варлаамовской башней, купола и колокольня Троицкого собора. Была приведена в порядок территория вокруг Покровской башни, произведен ремонт построек за городской стеной и деревянного креста на месте будущего памятника воинам, павшим во время осады Пскова войсками польского короля Стефана Батория.

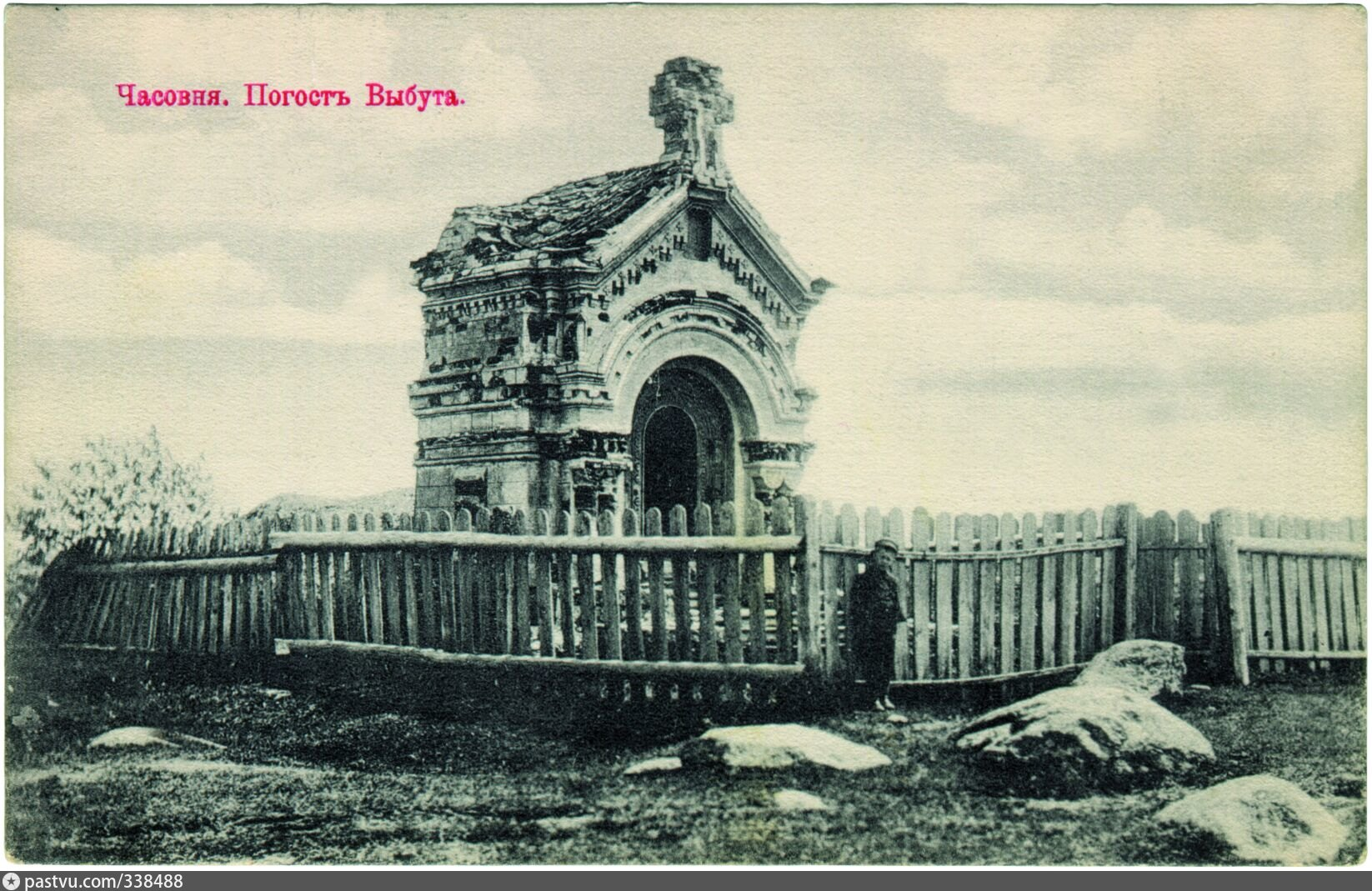
Каменная часовня святой княгини Ольги в Выбутах по проекту архитектора А. Н. Векшинского.

По просьбе Псковского археологического общества Александр Николаевич безвозмездно проектирует каменную часовню святой княгини Ольги для установки ее в Выбутах. Часовня освящена в 1887 году. Она не сохранилась — в настоящее время на ее месте находится памятный крест. В следующем, 1888 году, Векшинский создает проект реконструкции придела в церкви Николы Чудотворца в Любятово, двухэтажного дома купца Маринина, полукаменного дома-особняка мещанина Рушанова (позднее – учительский институт).

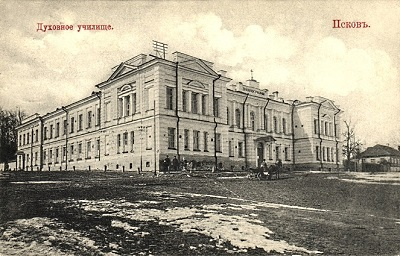
Историческое здание Псковского духовного училища (1888—1892) по проекту архитекторов А. Н. Векшинского и Ф. П. Неструха.

Большая и серьезная работа — проект и сметы нового здания Духовного училища. Сложный строительный комплекс с внутренним двором, в котором должны были разместиться учебные классы, администрация, общежитие. В центральном здании на втором этаже — домовая церковь в честь святых Кирилла и Мефодия.
Строительство продолжалось семь лет, но надзор за ним осуществлял новый городской архитектор и соученик Векшинского по Академии художеств Ф. П. Неструх.
20 июня 1888 года Векшинский уходит в отставку с должности городского архитектора. На свою должность он рекомендовал однокурсника Нестурха. Архитекторы вместе доработали проект училища, вместе присутствовали на торжественной закладке строительства 23 июня 1888 года. После чего, воспользовавшись своим правом на зарубежную поездку, Векшинский отправляется в Европу для изучения архитектурного искусства.

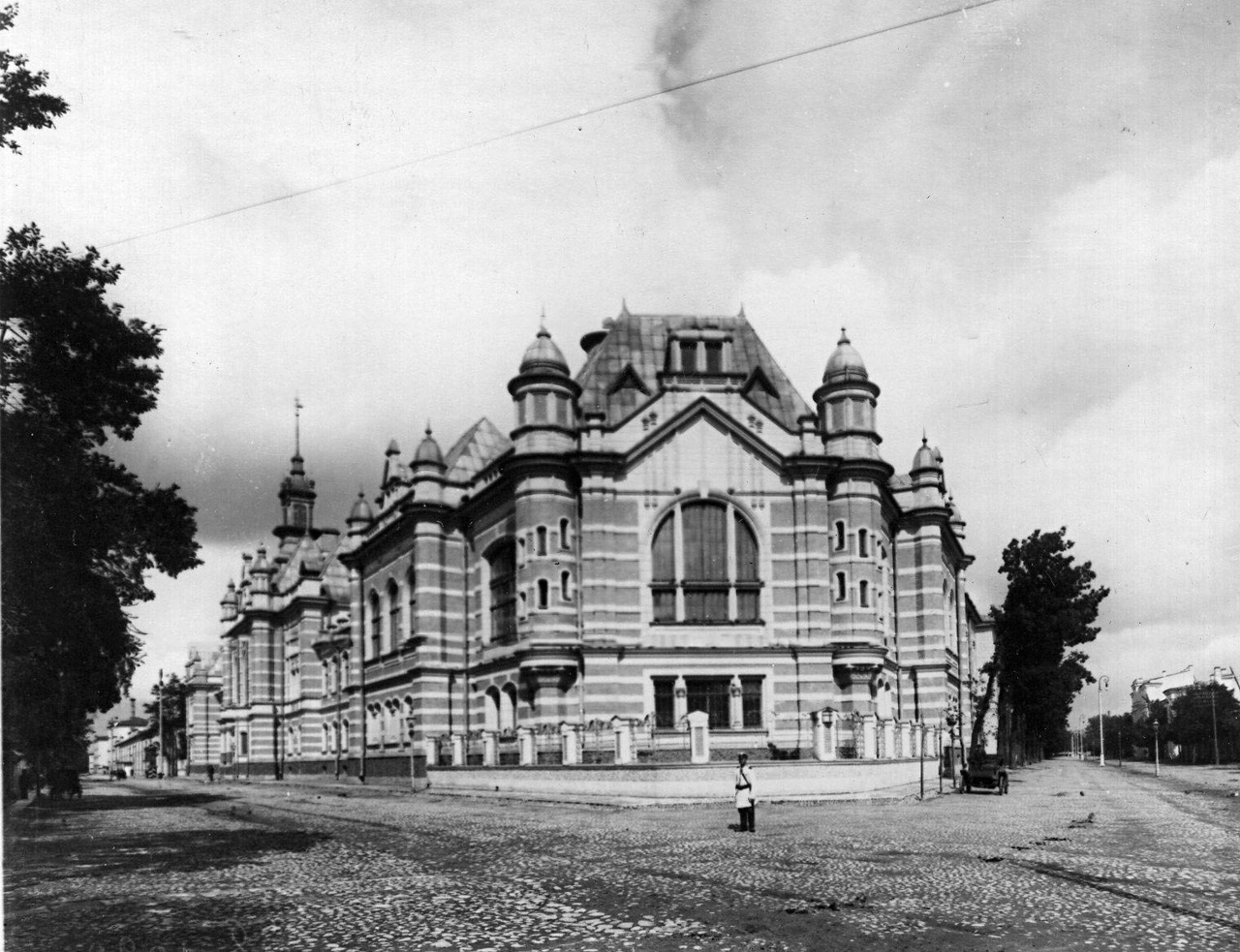
Главный корпус Электротехнического института императора Александра III, в комплексе зданий, построенных в 1903 году (1911)

За время зарубежной поездки Векшинский посещает Грецию, Италию, Германию, много работает. В конце 1892 года архитектор возвращается в Россию. За работы, выполненные за рубежом, в 1893 году ему было присвоено звание академика архитектуры.
С 1895 года Векшинский в звании адъюнкт-профессора преподаёт в Академии Художеств.
Работал над проектами зданий во многих городах Российской империи. В Екатеринославе по проекту Векшинского было построено здание окружного суда, проект театра был принят, но реализован не был. Векшинский строил павильоны на Всероссийской выставке 1896 года в Нижнем Новгороде, ряд загородных частных домов и дач под Петербургом.
Одной из самых ярких и заметных работ выполнена Векшинским в 1899 году в Петербурге. Новое здание Электротехнического института императора Александра III в стиле эклектики, имеет общие черты с Псковским духовным училищем: функциональность помещения, внутренний двор и коридор, соединяющий корпуса. Здание, расположенное между улицей Попова и Аптекарским переулком – памятник истории и культуры федерального значения.
С 1907 года — действительный член Академии художеств, штатный архитектор Министерства юстиции и член Технико-строительного комитета Министерства внутренних дел. За заслуги перед Отечеством был награждён орденом Святого Станислава II степени (1899) и орденом Святой Анны II степени (1907).
В 1907 году по рекомендации врачей Векшинский уезжает в Италию на лечение. 15 [28] февраля 1908 года скончался в Сан-Ремо и был похоронен на местном кладбище.